# Polepy (ort i Tjeckien, Mellersta Böhmen)
Polepy är en ort i Tjeckien.   Den ligger i regionen Mellersta Böhmen, i den centrala delen av landet, 60 km öster om huvudstaden Prag. Polepy ligger 215 meter över havet och antalet invånare är 558.
Terrängen runt Polepy är lite kuperad. Runt Polepy är det tätbefolkat, med 570 invånare per kvadratkilometer. Närmaste större samhälle är Kolín, 2,6 km norr om Polepy. Trakten runt Polepy består till största delen av jordbruksmark.